# أوقست كابيلين
أوقست كابيلين (بالنرويجية البوكمول: August Cappelen)‏ هو رسام نرويجي، ولد في 1 مايو 1827 في شين في النرويج، وتوفي في 8 يوليو 1852 في دوسلدورف في ألمانيا بسبب سرطان المعدة.

## روابط خارجية
- أوقست كابيلين على موقع ديسكوغز (الإنجليزية)